# Carlo Maesani
Carlo Maesani (Como, 7 giugno 1923 – ...) è stato un calciatore italiano, di ruolo attaccante.

## Caratteristiche tecniche
Carlo Maesani fu inizialmente schierato come centravanti dall'allenatore Eraldo Monzeglio, che guidò il Como nel 1946-1947. Quando la panchina lariana fu affidata a Mario Varglien, Maesani era stabilmente parte della linea offensiva azzurra, come ala.

## Carriera
Cresciuto nel Fino Mornasco, Maesani passò poi al Como, società con la quale debuttò in Serie B nella stagione 1946-1947. Segnò il suo primo gol nel derby contro il Varese il 15 dicembre 1946, pareggiando la rete di Calveri e fissando il punteggio sull'1-1. Durante quella stagione furono 27 le presenze di Maesani, con 13 reti all'attivo. La squadra concluse all'8º posto. Schierato centravanti da Monzeglio, poi da Giuseppe Viola nella stagione seguente, "Testina d'oro" (questo il soprannome di Maesani, dovuto alla sua abilità nei colpi di testa) scese in campo 27 volte realizzando 10 reti e contribuendo al 3º posto finale del Como nel girone A di Serie B 1947-1948.
La stagione 1948-1949 fu quella della promozione in Serie A. Nel campionato cadetto, che tornò a girone unico, Maesani giocò 30 partite e segnò 14 reti, risultando il terzo miglior marcatore del Como dietro a Rabitti (16) e Meroni (21 gol). Nell'anno della Serie A (1949-1950), Maesani realizzò una sola rete, il 2 ottobre 1949 nella trasferta di Venezia, giocando appena 4 partite (la prima, il 25 settembre contro la Lazio). L'esplosione del neo-acquisto Ghiandi, arrivato dal Crema, convinse l'allenatore Varglien a relegare Maesani fra le riserve.
Per questo, nell'estate del 1950, "Testina d'oro" lasciò la società lariana per il Monza, dove però non andò oltre 9 presenze e 2 reti, ma contribuì comunque alla prima promozione in B dei biancorossi, vittoriosi nel girone A di Serie C. Con il Monza non scese mai in campo nel 1951-1952.

## Palmarès
- Campionato di Serie B: 1

Como: 1948-1949
- Campionato di Serie C: 1

Monza: 1950-1951